# Don Cairns
Donald „Don“ Cairns (* 8. Oktober 1955 in Calgary, Alberta) ist ein ehemaliger kanadischer Eishockeyspieler, der im Verlauf seiner aktiven Karriere zwischen 1974 und 1977 unter anderem neun Spiele für die Kansas City Scouts und Colorado Rockies in der National Hockey League (NHL) auf der Position des linken Flügelstürmers bestritten hat. Den Großteil seiner etwas mehr als zweijährigen Profikarriere verbrachte Cairns jedoch in den Minor Leagues, wo er weitere 88 Partien für fünf verschiedene Farmteams absolvierte.

## Karriere
Cairns absolvierte seine Juniorenzeit zunächst in der Saison 1973/74 in der Alberta Junior Hockey League (AJHL) bei den Calgary Canucks aus seiner Geburtsstadt Calgary. Anschließend verbrachte er die Spielzeit 1974/75 in der höherklassigen Western Canada Hockey League (WCHL). Nachdem er dort mit 69 Scorerpunkten in 68 Spielen eine gute reguläre Saison absolviert hatte, wurde er im Sommer 1975 sowohl im NHL Amateur Draft 1975 in der zweiten Runde an 20. Stelle von den Kansas City Scouts aus der National Hockey League (NHL) als auch im WHA Amateur Draft 1975 ebenfalls in der zweiten Runde an 17. Position von den Baltimore Blades aus der zu dieser Zeit mit der NHL konkurrierenden World Hockey Association (WHA) ausgewählt.
Zur Saison 1975/76 wechselte der Kanadier in die Organisation der Kansas City Scouts. Er verbrachte den Großteil der Spielzeit in den Farmteams der Scouts, den Springfield Indians in der American Hockey League (AHL) sowie den Port Huron Flags in der International Hockey League (IHL). Aufgrund eines Knorpelschadens am Knie fiel er jedoch einen signifikanten Teil der Spielzeit aus. Dennoch kam Cairns auch zu sieben NHL-Einsätzen für Kansas City. Da das Franchise im Sommer 1976 von Kansas City im Bundesstaat Missouri nach Denver im Bundesstaat Colorado umzog, gehörte der Flügelspieler mit Beginn der Saison 1976/77 den Colorado Rockies an. Dort gestaltete sich die Spielzeit ähnlich wie die vorangegangene. Während er zumeist bei den neuen Kooperationspartner, den Flint Generals in der IHL und den Oklahoma City Blazers in der Central Hockey League (CHL) eingesetzt wurde, kam er ebenfalls zu zwei Einsätzen für die Rockies in der NHL. Die Spielzeit 1977/78 bestritt Cairns bis zum Dezember 1977 bei den Phoenix Roadrunners in der CHL, ehe sich das Team auflöste. Cairns trat danach im professionellen Eishockey ebenso nicht mehr in Erscheinung.

## Karrierestatistik
(Legende zur Spielerstatistik: Sp oder GP = absolvierte Spiele; T oder G = erzielte Tore; V oder A = erzielte Assists; Pkt oder Pts = erzielte Scorerpunkte; SM oder PIM = erhaltene Strafminuten; +/− = Plus/Minus-Bilanz; PP = erzielte Überzahltore; SH = erzielte Unterzahltore; GW = erzielte Siegtore; 1 Play-downs/Relegation; Kursiv: Statistik nicht vollständig)